# Calisoga
Calisoga es un género de arañas migalomorfas de la familia Nemesiidae. Se encuentra en Estados Unidos en California.

## Lista de especies
Según The World Spider Catalog 14.0:
- Calisoga centronetha (Chamberlin & Ivie, 1939)
- Calisoga sacra Chamberlin, 1937
- Calisoga theveneti (Simon, 1891)